# Waldemar Sefsland Dahl
Waldemar Sefsland Dahl, född 6 april 1900 i Fredrikstad, död 20 juni 1984, var en norsk målare och skulptör.
Han var son till Mons Karolus Dahl och Fransiske Holm. Han studerade konst för Lars Utne vid Statens håndverks- og kunstindustriskole 1920–1922 samt vid skolans kvällsundervisning 1922–1923 samt för Christian Krohg, Halfdan Strøm och Wilhelm Rasmussen vid Statens Kunstakademi 1922–1923. Han var sparsam i utställningssammanhang och medverkade i Statens årlige Kunstutstilling i Oslo ett tiotal gånger 1921-1977. Separat ställde han bland annat ut på Blomqvists Kunsthandel i Oslo 1925, Kunstnerforbundet i Oslo 1929 och på Donkejongården i Fredrikstad 1961. Till hans offentliga arbeten hör bland annat en granitbyst över Severin Svendsen i Fredrikstads Bibliotek, bronsbysten över Wilhelm Ernst Ramm i Fredrikstad rådhus, bronsfontänen Mannen og slangen i Fredrikstad, polykroma träskulpturer i Fredrikstad Vestre kirke, predikstolen till Holm kirke, Krigsminnesmerke i Råde kirke, granitreliefen Minnesmerke over de falne i Borge kirke, granitskulpturen över Fridtjof Nansen på Fridtjof Nansens plass i Tromsø, bronsskulpturen Gamlebyjenta i Sarpsborg, monumentet över Roald Amundsen i Tollbodparken i Fredrikstad samt fondmålningar i Fredrikstad rådhus. Han är representerad vid bland annat Nasjonalgalleriet, Fredrikstad Faste Galleri, Nordenfjeldske Kunstindustrimuseum i Trondheim och Skagens Museum i Danmark.